# Wołów (gmina)

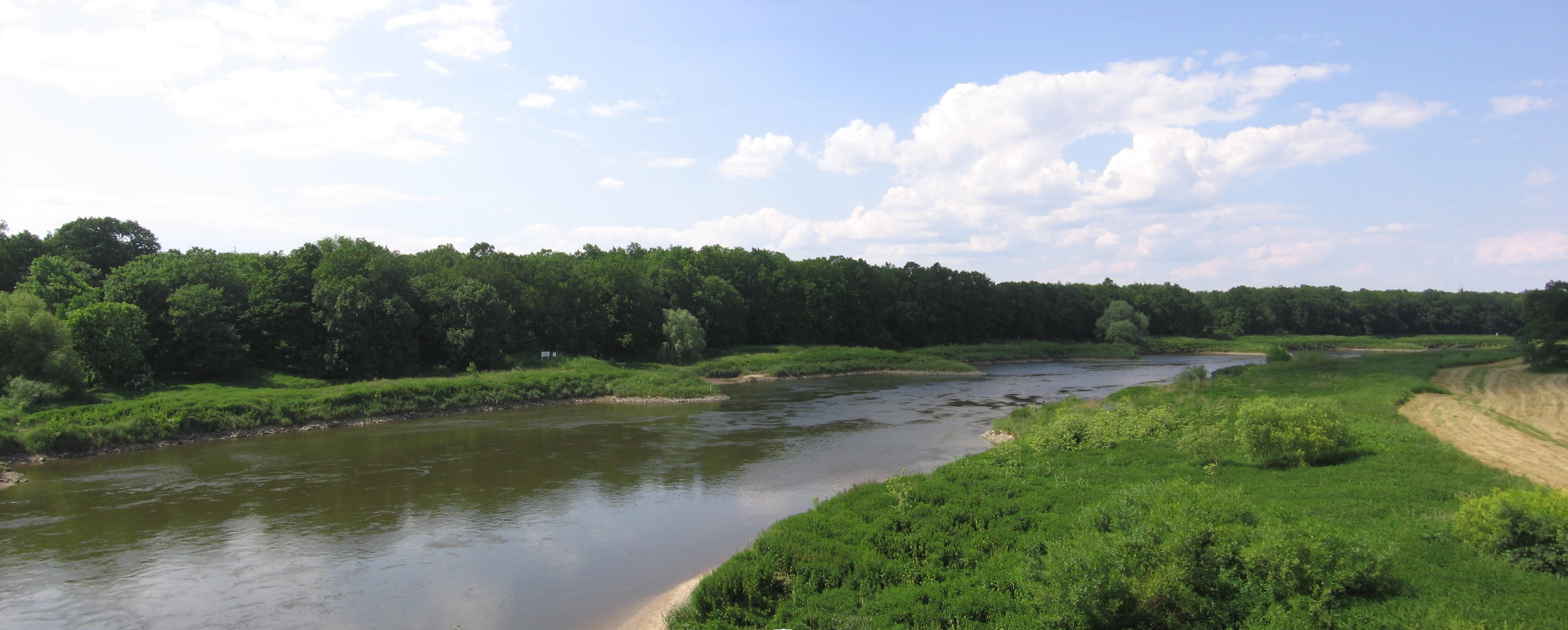
Odra w pobliżu Lubiąża, widziana z prawego brzegu rzeki (od strony gminy Wołów)

Wołów – gmina miejsko-wiejska w województwie dolnośląskim, w powiecie wołowskim. W latach 1975–1998 gmina położona była w województwie wrocławskim.
Siedziba gminy to Wołów.
Według danych z 2017 roku gminę zamieszkiwało 22 629 osób. Natomiast według danych z 30 czerwca 2020 roku gminę zamieszkiwało 22 389 osób.

## Struktura powierzchni
Według danych z roku 2002 gmina Wołów ma obszar 331,06 km², w tym:
- użytki rolne: 50%
- użytki leśne: 40%

Gmina stanowi 49,05% powierzchni powiatu.

## Demografia

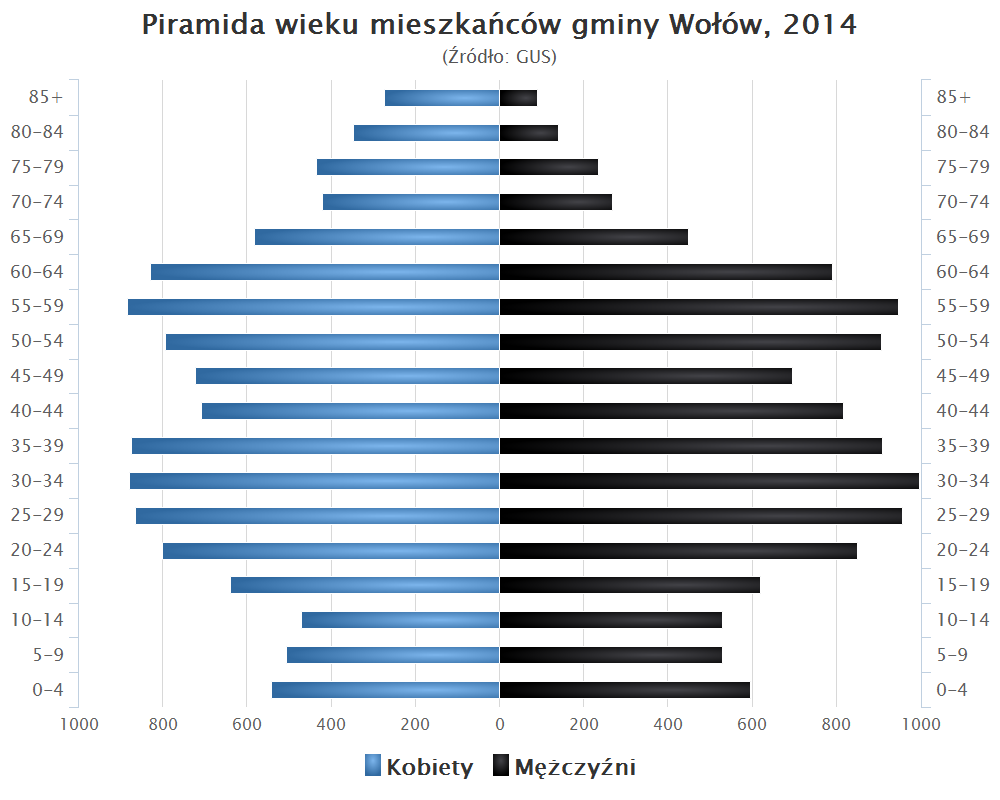
Piramida wieku mieszkańców gminy Wołów w 2014 roku

Dane z 30 czerwca 2004:
| Opis                              | Ogółem | Ogółem | Kobiety | Kobiety | Mężczyźni | Mężczyźni |
| --------------------------------- | ------ | ------ | ------- | ------- | --------- | --------- |
| Jednostka                         | osób   | %      | osób    | %       | osób      | %         |
| Populacja                         | 22 609 | 100    | 11 564  | 51,1    | 11 045    | 48,9      |
| Gęstość zaludnienia [mieszk./km²] | 68,3   | 68,3   | 34,9    | 34,9    | 33,4      | 33,4      |

## Ochrona przyrody
Na obszarze gminy znajdują się następujące rezerwaty przyrody:
- rezerwat przyrody Odrzysko – chroni stanowisko kotewki orzecha wodnego i paproci salwinii pływającej;
- rezerwat przyrody Uroczysko Wrzosy – chroni stanowisko naturalnego olsu porzeczkowego i łęgu olszowo-jesionowego z chronionymi i rzadkimi gatunkami roślin, drzewami pomnikowymi, lęgowisko bogatej ornitofauny leśnej i wodno-błotnej.

## Sołectwa
Boraszyn, Bożeń, Dębno, Domaszków, Garwół, Gliniany, Golina, Gródek (z wsią Straża), Krzydlina Mała, Krzydlina Wielka, Lipnica, Lubiąż, Łososiowice, Mikorzyce, Miłcz, Moczydlnica Dworska (z wsią Kłopotówka), Mojęcice (z wsią Kąty), Nieszkowice, Pawłoszewo (z wsiami Łazarzowice i Pierusza), Pełczyn (z wsią Wróblewo), Piotroniowice, Prawików, Proszkowa, Rataje, Rudno, Siodłkowice, Sławowice, Stary Wołów, Stęszów, Stobno (z wsią Biskupice), Straszowice (z wsią Żychlin), Tarchalice (z wsią Wodnica), Uskorz Mały, Uskorz Wielki, Warzęgowo (z wsią Smarków), Wrzosy (z wsią Kretowice), Zagórzyce.

## Sąsiednie gminy
Brzeg Dolny, Malczyce, Oborniki Śląskie, Prochowice, Prusice, Ścinawa, Środa Śląska, Wińsko